# おとなの歌゛歌゛
おとなののこり汁（おとなののこりじる）は、ラジオ関西で毎週日曜日深夜 25:00 ～ 25:30に放送されているラジオ番組である。

## DJ
- 冨依尚起（通称 とみやん）

メインパーソナリティー。かつ丼三六八、お好み焼き「和」のおやじ。
- 河野司（こうの つかさ）

神戸の不動産会社の社員。
- 新高瑤（にいたか よう）

漫画家志望の学生。現在、マガジンにて専属担当者付でデビューに向け調整中。
- 如月未来（きさらぎ みらい）

おかま。バー「未来んち」の代表。カレーが美味しいらしい。
その他にもパーソナリティの控え組も存在。

## 番組内容
主にネタを中心に笑わせる「努力」をする番組。とみやんの独裁的色合いが強く、たまに未来が「こんなんどうですか？」と企画を持ち込んでも蹴散らしてしまう。ゲスト出演したラジオ関西アナウンサー、林真一郎が「打合せ無し？」と絶叫したことも。林アナも最初はかなり面倒くさそうに話すも次第にのこり汁ペースに引き込まれ、幼少時に行ったセミや蛙の大量○○等を暴露。また、タイトルのどなりよりも前にフリートークで突然番組が始まる。ゲストがいてもお構い無しに紹介も無く「何黙ってんや。はよ喋らんかい」という始末。
メインパーソナリティのとみやんにおいてはテレビ、ラジオ等の制作に関わった経験が一切無く、普通人はしおらしく放送局の指示に従うところ、全く言うことを聞かない。ラジオ関西の局内でも「何やねん、あのオッサン！」と後ろ指を刺されつつ奮闘中。また、相方の未来もバー未来んちのコスチューム（ガンダムらしい）でラジオ関西入りをするので、とにかくこの番組の出演者、スタッフは局内で変な意味でも悪い意味でも目立っている。また、とみやんはかなり腹黒く色々な番組にちょっかいを出している。近々の予定はラジメニアの岩崎やワタナベフラワーとのカラミをプロデューサー黒川良彦と画策中。
プロデューサーの黒川良彦はラジオ関西の制作局長をつとめる重鎮ながら、とみやんに悪戦苦闘中。黒川曰く「のこり汁はラジオ関西で一番のカルト番組や」。
また、他のワイド番組のスタッフも「あんなんええの？流して」という始末である。
予算の問題でゲストを呼べないとのことであるが、アカペラグループのthe XAVYELLS（ザ・ザビエルズ）、シンガーソングライターのティーナ・カリーナなどが過去に登場した。
基本的に親交のある人物がゲストとして呼ばれるが、ミュージシャンやタレントに限定しているわけではなく、「そこらへんでボーッとしてるやつ」「駅とかでたむろしてる女子高生」「家族連れ」でも良いとのことである。

## 番組テーマ曲
- OP

ミス花子 「河内のオッサンの唄」
- ED

Tonpei 「夢は途中」

## ゲスト出演者履歴
・にこいち
・ティーナ・カリーナ
・RYOEI
・浪花突撃隊島田まさし
・TONPEI（エンディング曲「夢は途中」歌唱）
……などの芸能人に加え、とみやんが神戸ハーバーランドのラジオ関西周辺でぼーっとしてて捕まえた奴らなど。

## ゲスト出演の実現に失敗した有名人
・ブルーハーツの梶原
・元大リーガーの○ッ○すず○
・お笑い芸人の○●の●の方
・アイドルグループTOKIO
上記の内、2名は交渉中に番組が一旦休止になるハプニング発生の為断念。
アイドルグループは手が震えて電話できず。

## スポンサー
- 鉄板焼 和
- バー おとなの歌"歌"
- アサヒビール
- 伊藤ハム
- 西原商会